# Forte Spianata
Forte Spianata, originariamente chiamato Werk Wallmoden, è stata una fortificazione posta a ovest di Verona, parte del complesso sistema difensivo cittadino e più in particolare del primo campo trincerato di pianura, voluto dal feldmaresciallo austriaco Josef Radetzky e messo in opera tra 1848 e 1856. La struttura fortificata fu realizzata nel 1848 e i lavori furono diretti dall'Imperiale Regio Ufficio delle Fortificazioni di Verona, tuttavia venne demolita e spianata già nel corso degli anni sessanta dell'Ottocento.
Il forte era intitolato al conte austriaco Ludwig von Wallmoden-Gimborn, generale di cavalleria e comandante del I Corpo d'armata del Regno Lombardo-Veneto, oltre che aiutante dello stesso Radetzky durante la guerra del 1848-1849.

## Descrizione
Si trattava di una batteria di sola terra con impianto a lunetta pentagonale e fronte di gola rientrante, simile al forte Santa Lucia. Era situata nella cosiddetta "spianata", in posizione intermedia tra il forte San Zeno e il forte San Procolo. La struttura batteva la spianata e la strada proveniente da Peschiera chiudendo, a settentrione, il primo tracciato del campo trincerato a destra d'Adige; la sua utilità decadde tuttavia con la costruzione dei forti Chievo (edificato tra 1850 e 1852) e della Croce Bianca (realizzato nel 1851 e ampliato nel 1859).